# Bolitoglossa veracrucis
Bolitoglossa veracrucis är en groddjursart som beskrevs av Taylor 1951. Bolitoglossa veracrucis ingår i släktet Bolitoglossa och familjen lunglösa salamandrar. IUCN kategoriserar arten globalt som starkt hotad. Inga underarter finns listade.